# Dave King (Bassist)
Dave King (* 7. September 1953 in Lexington, Kentucky) ist ein amerikanischer Jazz- und Rock-Bassist, Komponist und Produzent.

## Leben und Wirken
King, der Sohn des Heldentenors James King, erhielt ab dem zwölften Lebensjahr zunächst Unterricht auf der Jazzgitarre. Dann wechselte er zum Kontrabass und erhielt Unterricht bei Jamey Aebersold. 

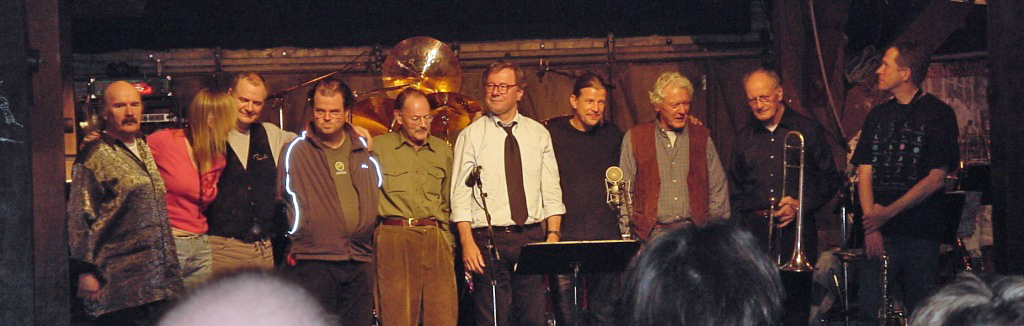
King mit dem United Jazz + Rock Ensemble (2002)

1970 zog er nach Deutschland, machte ein Jahr später erste Aufnahmen mit Embryo und spielte als Studiomusiker unter anderem für Klaus Doldinger, Niagara, Giorgio Moroder und Peter Thomas. Später arbeitete er unter anderem mit Udo Lindenberg, für den er zwischen 1975 und 1987 auch als Ko-Produzent tätig war, sowie für Peter Maffay und für Billy Cobham (1975). Dave King war sowohl Vorgänger (1975 bis 1977) als auch Nachfolger (1986 bis 1999) von Eberhard Weber als Bassist des United Jazz and Rock Ensemble und gehört ab 2012 auch dessen Second Generation an. Von 1976 bis 1987 war er Mitglied von Peter Herbolzheimers Rhythm Combination & Brass. Auch wurde er als Teil der Band Snowball von Curt Cress bekannt und tourte mit Chaka Khan. Charlie Mariano verstärkte sein Interesse für weltmusikalische Projekte, die er dann mit Hakim Ludin fortsetzte. Seit 1991 ist er Professor an der Hochschule für Musik und Darstellende Kunst Mannheim.

## Trivia
Der Musiktitel Love to love you, Baby von Donna Summer und Produzent Giorgio Moroder (1976 Platz 2 der US-Charts/Billboard Hot 100) führte zu einem Rechtsstreit von King gegen Moroder, da dieser den Titel ohne die Angabe von King als Co-Komponist veröffentlicht hatte. Obwohl King glaubhaft machen konnte, die Basslauf-Figur bei Love to love you, Baby sei seine Erfindung gewesen, nicht die Moroders, und sie habe dem Musiktitel erst als prägendes Element zu weltweitem Erfolg verholfen, verlor er den Rechtsstreit.

## Diskografische Hinweise
Neben Kings „künstlerischen“ Aufnahmen spielte er, vor allem in der zweiten Hälfte der 1970er Jahre, auch in unzähligen kommerziellen Produktionen verschiedenster Genres als Studiomusiker, von denen nachfolgend nur die besonders bekannten und erfolgreichen gelistet sind:
- Embryo: Father Son And Holy Ghosts – 1972
- Embryo: Rocksession – 1973
- Martin Mann: Rock-Feuer – 1975
- Donna Summer (Giorgio Moroder): Love To Love You Baby – 1975
- Wolfgang Hofer: Heute – 1975
- Curt Cress (mit Volker Kriegel, Ack van Rooyen, Kristian Schultze): Curt Cress Clan – 1975
- „Malcolm's Locks“ (mit Dieter Reith, Peter Herbolzheimer, Ack van Rooyen u. a.) – Caribbean Rock – 1975
- Dieter Reith: Knock Out – 1976
- Costa Cordalis:  	Ich geh durch deine Straße  – 1976
- Siegfried Fietz (mit Siegfried Schwab, Keith Forsey, Mladen Franko): Frei wie ein Vogel im Wind – 1976
- Eberhard Schoener: Bali Agung – 1976
- Toto Blanke: Electric Circus – 1976
- Zanki: Jetzt komm’ ich – 1977
- Costa Cordalis:  	Ich zeige dir das Paradies – 1977
- Bill Ramsey: On the spot – 1977
- Siegfried Schwab und Mladen Franko: Sound Service – 1978
- Rosanne Cash: Rosanne Cash – 1978
- Udo Lindenberg: Lindenbergs Rock-Revue (nur auf Die Rock'n'Roll-Komplizen) – 1978
- Lonzo:  	Kommt, es ist soweit – 1978
- Jürgen Drews: Feuer und Wasser – 1978
- Su Kramer: Die zwei Gesichter – 1978
- Peter Horton: ... will Deine Seele mit Dir singen – 1979
- Dieter Reith: Love and Fantasy – 1979
- Herbert Grönemeyer: Grönemeyer – 1979
- Asha Puthli: 1001 Nights of Love – 1979
- Lonzo: Heute geschlossen wegen gestern – 1981
- Boney M.: Christmas Album – 1981
- Andrew Lloyd Webber (mit Gitte Hænning, Curt Cress, Stephan Diez): Bleib noch bis zum Sonntag – 1981
- Udo Lindenberg: Udopia – 1981
- Precious Wilson: All Coloured in Love – 1982
- Joël Vandroogenbroeck: Joel however – 1983
- Joe Mubare: Mubare – 1984
- Peter Horton: Komm näher – 1984
- Hanne Haller: Eines Tages ... – 1984
- Gitte Hænning: Berührungen – 1984
- Udo Lindenberg: Phönix – 1986
- Johannes Faber’s Consortium Feat. Billy Cobham, Dave King, Christof Lauer, Joerg Reiter: Johannes Faber’s Consortium – 1985
- Joerg Reiter (mit Charlie Mariano, Freddie Santiago): The Night Groove – 1989
- United Jazz + Rock Ensemble: Na Endlich! / Live In Concert – 1992
- Alex Gunia (mit Justo Almario, Randy Brecker, Curt Cress Nippy Noya): Groove Cut – 1994
- Jeff Newmann (= Joerg Reiter; mit Wolfgang Haffner, Klaus Graf): Keys – 1995
- Dave King (mit Anita Davis, Patrick Gammon, Frank Kuruc, Hubert Nuss:) Wildcat – 1996
- United Jazz + Rock Ensemble: Die Neunte Von United – 1996
- H. P. Salentin: It's Up to You – 1997
- Charlie Mariano: Nassim – 1998
- Charlie Mariano: Bangalore – 1999
- United Jazz + Rock Ensemble: X – 1999
- Bill Carrothers:  	The electric Bill – 2001
- Susannah McCorkle (mit Kai Rautenberg, Walter Gauchel, Ned Irving): Adeus – The Berlin Concert – 2015 (aufgenommen 1996)